# 氯虫苯甲酰胺
氯虫苯甲酰胺（化学式：C18H14BrCl2N5O2）是一种二酰胺类杀虫剂，可用于防治果蔬作物和观赏植物的虫害。它对哺乳动物具有低毒性。
它可以2-甲基苯胺和2,3-二氯吡啶为原料，经多步反应制得。